# 오기칠도
| 기나이 | 도카이도 | 도산도   | 호쿠리쿠도 |
| 산인도 | 산요도   | 난카이도 | 사이카이도 |

오기칠도(일본어: 五畿七道 고키시치도[*])는 아스카 시대부터 사용된 일본의 옛 광역 행정 구역이다. 기나이(수도권)의 다섯 국(国)과 기나이 밖의 일곱 도(道)라는 뜻이다. 무로마치 시대 이후에는 행정 구역으로 사용되지는 않았지만, 지역 이름으로는 계속 사용되었다.

## 오기
기나이의 다섯 구니(国)는 수도(나라, 교토) 주위에 설치되었다.
- 야마시로국(山城国) - 지금의 교토시를 포함한 교토부 남부
- 야마토국(大和国) - 지금의 나라현
- 가와치국(河内国) - 지금의 오사카부 남동부
- 이즈미국(和泉国) - 지금의 오사카부 남부
- 셋쓰국(摂津国) - 지금의 오사카시를 포함한 오사카부 북부와 효고현 일부.

## 칠도
나머지 지역은 긴키 지방을 중심으로 뻗어나가는 일곱 도(道)로 구분하였다.
- 도카이도(東海道)
- 도산도(東山道)
- 호쿠리쿠도(北陸道)
- 산인도(山陰道)
- 산요도(山陽道)
- 난카이도(南海道)
- 사이카이도(西海道)

## 특이사항

### 오기팔도
오기칠도는 경계의 조정을 제외하고는 오랫동안 큰 변화가 없었으나, 1869년 에조치에 홋카이도가 설치되었다. 오기칠도에 홋카이도를 합쳐 "오기팔도"(五畿八道)라 불렀다.

### 일본의 지방 구분
일본의 지방 구분을 위해 사용되는 지방 명칭 중에서 홋카이도, 호쿠리쿠 지방, 도카이 지방, 산인 지방, 산요 지방 등은 오기칠도에서 유래되었으며, 여러 분야에서 활용되고 있다.

### 일본의 도도부현
일본의 도도부현은 오기칠도와는 달리 율령국이 아닌 '도도부현'으로 지방을 구분짓는다. 다만 '홋카이도', '도쿄도', '교토부', '오사카부'가 도도부를 이루는 부분은 '오기'와 비슷하다.

## 같이 보기
- 율령국
- 율령국 목록